# بلین (واشینگتن)
بلین (به انگلیسی: Blaine) شهری در Whatcom County واشینگتن (ایالت) است که در سرشماری سال ۲۰۱۰ میلادی، ۴۶۸۴ نفر جمعیت داشته است.